# Dieter Giebken
Dieter Giebken (né le 9 décembre 1959 à Münster) est un coureur cycliste allemand. Il a été cinq fois médaillé en championnats du monde de cyclisme sur piste : trois fois en tandem, en 1979, 1981 et 1982, et deux fois en keirin, en 1979, 1985 et 1986. Lors des championnats du monde de 1983, il a été déclassé de la troisième place du tandem avec Fredy Schmidtke en raison du contrôle antidopage positif à l'éphédrine de ce dernier.

## Palmarès

### Championnats du monde
- Amsterdam 1979
  -  Médaillé d'argent du tandem

- Brno 1981
  -  Médaillé d'argent du tandem

- Leicester 1982
  -  Médaillé d'argent du tandem

- Barcelone 1984
  - 4e de la vitesse
  - 4e du keirin

- Bassano del Grappa 1985
  -  Médaillé de bronze du keirin

- Colorado Springs 1986
  -  Médaillé d'argent du keirin
  - 4e de la vitesse

- Vienne 1987
  - 4e du keirin

### Championnats d'Europe
- 1984
  -  Médaillé d'argent de la vitesse

### Championnats nationaux
- Champion d'Allemagne de l'Ouest de tandem junior en 1977
- Champion d'Allemagne de l'Ouest de tandem amateur en 1978, 1979, 1980, 1981, 1982, 1983
- Champion d'Allemagne de l'Ouest de vitesse amateur en 1978
- Champion d'Allemagne de l'Ouest de la course aux points en 1981[2]